# Saint-Daunès
Saint-Daunès est une ancienne commune française, commune déléguée de Barguelonne-en-Quercy depuis le 1er janvier 2019, située dans le département du Lot, en région Occitanie. 

## Géographie
Commune située dans Quercy et plus précisément dans le Quercy Blanc sur la rivière Barguelonnette et qui longe le ruisseau Coustal.

### Communes limitrophes
|                                   | Bagat-en-Quercy (Barguelonne-en-Quercy) |                                                  |
|                                   | Saint-Daunès                            | Saint-Pantaléon (Barguelonne-en-Quercy)          |
| Montcuq (Montcuq-en-Quercy-Blanc) |                                         | Lascabanes par un quadripoint (Lendou-en-Quercy) |

### Géologie et relief
Le sommet des collines est un terrain de craie et d'argile blanche. 
Le terrain est argileux et calcaire sur les versants et dans les vallées.
Situé à 23 kilomètres au sud-ouest de Cahors, chef lieu du département ; elle fait partie du canton et de la perception de Montcuq dont elle est éloignée de 2 kilomètres.
Le village de Saint-Daunès, placé dans une des vallées les plus fraîches et les plus riantes du département est arrosé par la petite Barguelonne.
La direction de la vallée est de l'est à l'ouest ; elle occupe le centre du territoire de la commune sur une longueur de 3 kilomètres et une largeur moyenne de 600 mètres. Le reste du sol est fortement accidenté.
La tuque de Lissan, point d’altitude le plus élevé de la commune culmine à 284 m d'altitude. Elle est située à l'extrême sud-est des limites communales, à l'est des lieux-dit Lissan et La Combe du Bos.

### Hydrographie

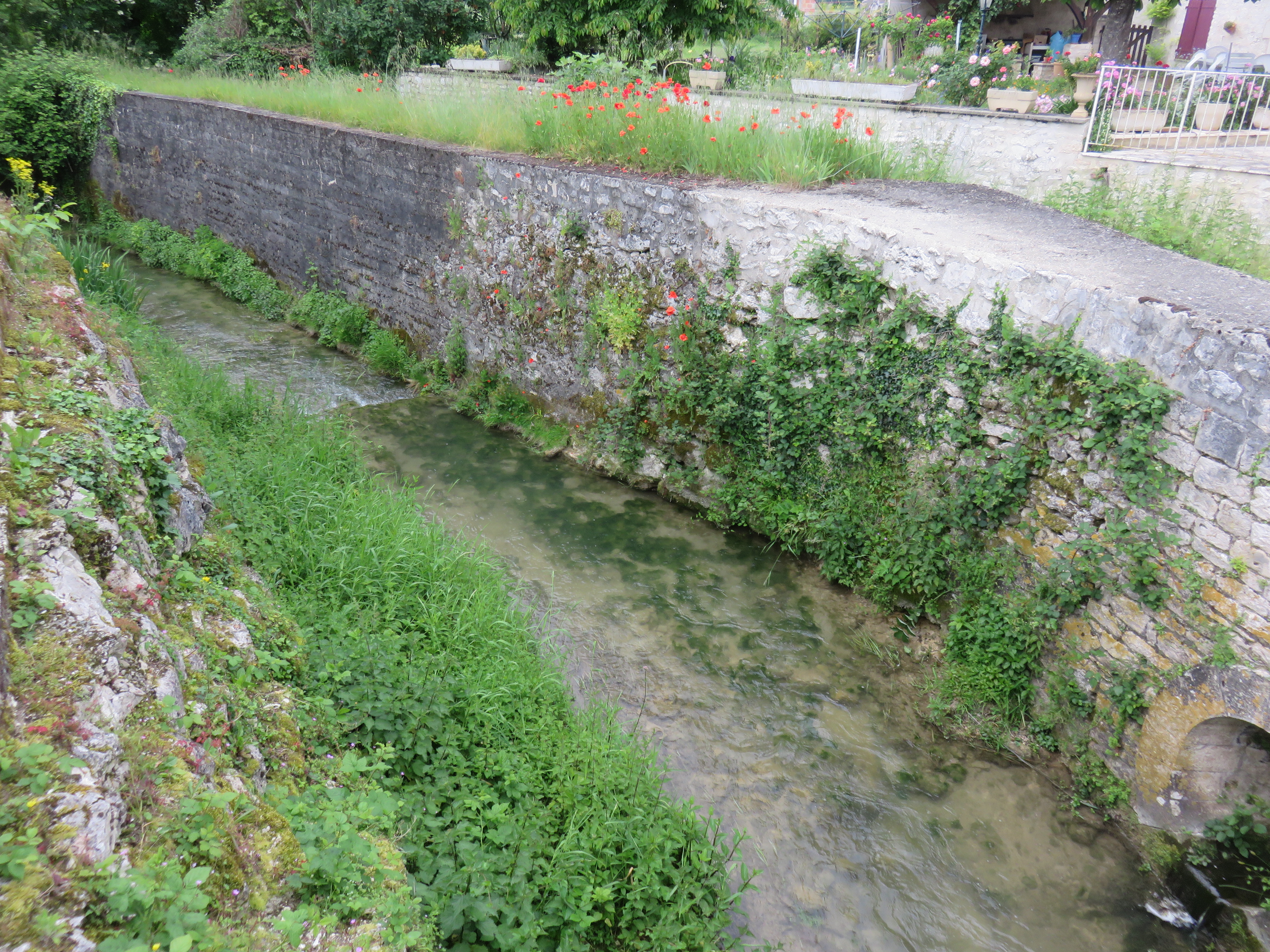
La Barguelonnette à Saint-Daunès, quelques kilomètres en aval de sa source.

La commune est située sur la Barguelonnette et, au lieu-dit de Saint-Geniez, sur le Tartuguié.
Ses cours d'eau sont :
- la petite Barguelonne ou Barguelonnette qui prend sa source à Villesèque, à 12 kilomètres, féconde la vallée et va se jeter dans la Garonne, à Valence. Sa largeur moyenne est de 2 mètres sur le territoire de la commune. En 1850, sa forte motrice était utilisée dans la commune pour 4 moulins à 2 paires de meules, le chômage par manque d'eau était de 4 mois par an[2].
- le ruisseau de Bagat qui prend sa source à Bagat-en-Quercy, coule du nord au sud et vient se joindre à la petite Barguelonne au-dessus de Saint-Daunès.
- le ruisseau du Coustal prend sa source au bout du vallon du Coustal, coule du nord au sud et vient se perdre dans la Barguelonne au-dessous de Saint-Daunès. En 1850, sa force motrice n'était pas utilisé[2].

## Toponymie
Le toponyme Saint-Daunès est basé sur l'hagiotoponyme chrétien Denis de Paris (Dionysius) qui fut le premier évêque de Paris.
Durant la Révolution, la commune porte le nom de Daunès.
En occitan, le nom de la commune est Sent-Daunès.

## Histoire
Il semblerait que la première installation est celle de l'église puisque des sarcophages paléochrétiens semblent avoir été retrouvé lors du transfert du cimetière de la place centrale à l'extérieur du village dans les années 1970.

Selon la monographie communale de 1850 établies par le contrôleurs des contributions directes : 
« L'origine du village est toute moderne et date de cette époque où après les luttes désastreuses de l'anarchie féodale, les hommes abandonnèrent aux oiseaux de proie la crête des rochers pour se bâtir dans les vallons et au bord du ruisseau dans des positions agréables et d'un facile accès. »
.

Elle indique également, à la rubrique " population ", que :
« Les habitants de Saint-Daunès sont intelligents et laborieux, se livrant presque exclusivement à la culture de leur riche territoire ; la production et la vente du vin et des céréales constituent leur seule industrie. Le voisinage de Montcuq et le passage d'une route très fréquenté au milieu de leur bourg leur sont très profitable. Si on ne trouve pas dans les maisons les jouissances de luxe, on y trouve presque partout celles de l'aisance. » 
Le 1er janvier 2019, la commune fusionne avec Bagat-en-Quercy et Saint-Pantaléon pour former la commune nouvelle de Barguelonne-en-Quercy dont la création est actée par un arrêté préfectoral du 28 septembre 2018.

## Politique et administration

### Liste des maires

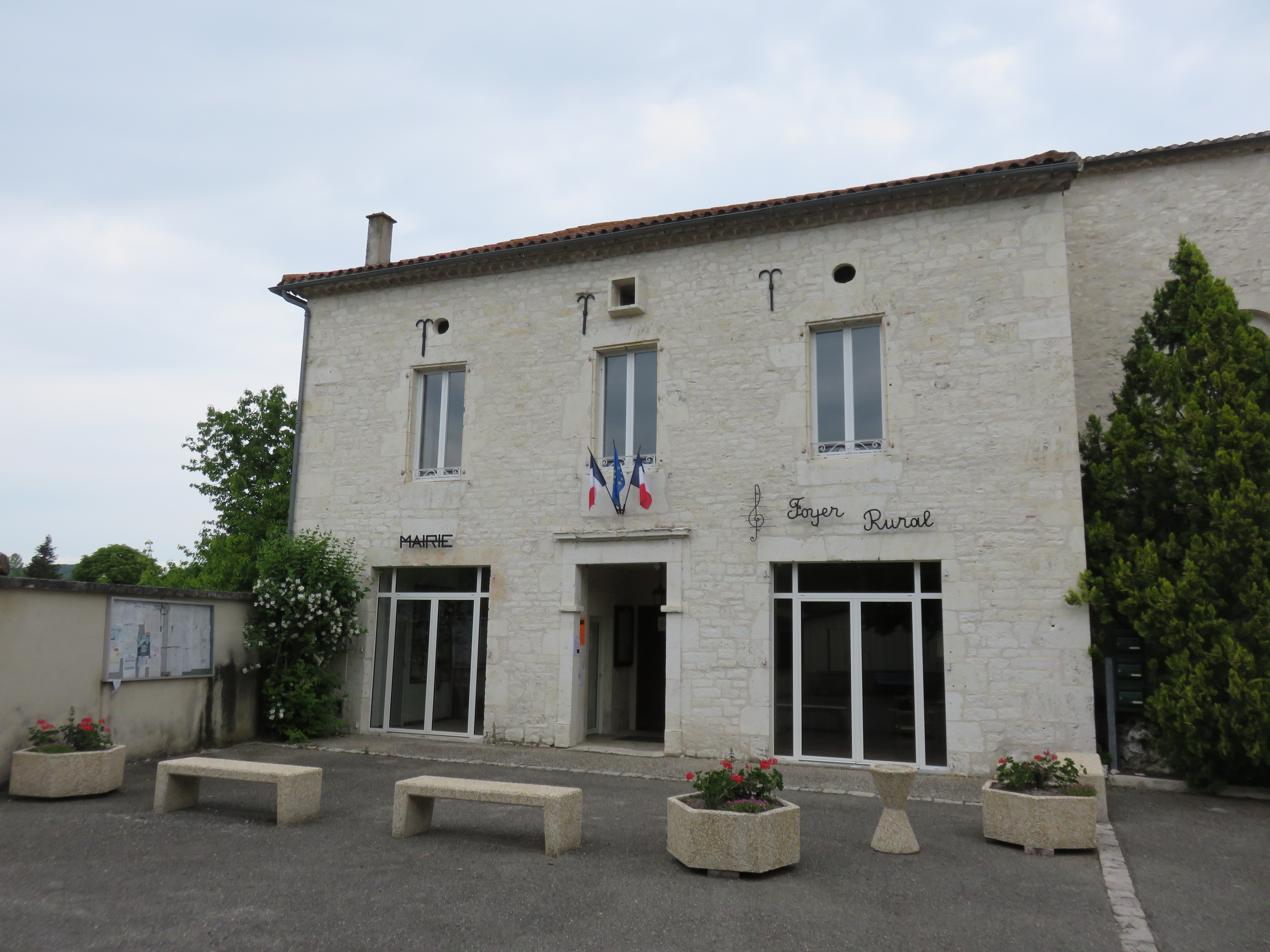
La mairie de Saint-Daunès.

| Période                                  | Période | Identité              | Étiquette | Qualité |
| ---------------------------------------- | ------- | --------------------- | --------- | ------- |
| 1790                                     | 1795    | Arnaud Laribe         |           |         |
| 1795                                     | 1798    | Jean Lacombe          |           |         |
| 1798                                     | 1809    | Bertrand Amouroux     |           |         |
| 1809                                     | 1819    | Alexis Foissac        |           |         |
| 1819                                     | 1823    | Bertrand Amouroux     |           |         |
| 1823                                     | 1830    | Jean Aladel           |           |         |
| 1830                                     | 1831    | Jean Cauzit           |           |         |
| 1831                                     | 1831    | Jean Lacombe          |           |         |
| 1832                                     | 1832    | Jean Renateau         |           |         |
| 1832                                     | 1858    | Alexis Ducros         |           |         |
| 1858                                     | 1862    | Jean-Baptiste Lacombe |           |         |
| 1862                                     | 1865    | Jean Lespinet         |           |         |
| 1865                                     | 1888    | Henri Ducros          |           |         |
| 1888                                     | 1888    | Pierre Aladel         |           |         |
| 1888                                     | 1896    | Victor Ducros         |           |         |
| 1896                                     | 1900    | Louis Bley            |           |         |
| 1900                                     | 1919    | Pierre Aladel         |           |         |
| 1919                                     | 1938    | Jules Bley            |           |         |
| 1938                                     | 1951    | Justin Gazaud         |           |         |
| 1951                                     | 1957    | Roger Pages           |           |         |
| 1957                                     | 1971    | Raymond Lacombe       |           |         |
| 1971                                     | 1998    | Brel Eloi             |           |         |
| 1998                                     | 2008    | Hubert Aladel         |           |         |
| 2008                                     | 2014    | Jean-Claude Meunier   |           |         |
| 2014                                     | 2018    | Christophe Canal      |           |         |
| Les données manquantes sont à compléter. |         |                       |           |         |

| Période                                  | Période  | Identité         | Étiquette | Qualité     |
| ---------------------------------------- | -------- | ---------------- | --------- | ----------- |
| 2019                                     | En cours | Christophe Canal |           | Agriculteur |
| Les données manquantes sont à compléter. |          |                  |           |             |

## Population et société

### Démographie
L'évolution du nombre d'habitants est connue à travers les recensements de la population effectués dans la commune depuis 1793. Pour les communes de moins de 10 000 habitants, une enquête de recensement portant sur toute la population est réalisée tous les cinq ans, les populations de référence des années intermédiaires étant quant à elles estimées par interpolation ou extrapolation. Pour la commune, le premier recensement exhaustif entrant dans le cadre du nouveau dispositif a été réalisé en 2006.

En 2016, la commune comptait 219 habitants, en évolution de +1,39 % par rapport à 2010 (Lot : +1,31 %, France hors Mayotte : +2,11 %).
| 1793 | 1800 | 1806 | 1821 | 1831 | 1836 | 1841 | 1846 | 1851 |
| ---- | ---- | ---- | ---- | ---- | ---- | ---- | ---- | ---- |
| 443  | 569  | 563  | 531  | 581  | 528  | 569  | 521  | 518  |

| 1856 | 1861 | 1866 | 1872 | 1876 | 1881 | 1886 | 1891 | 1896 |
| ---- | ---- | ---- | ---- | ---- | ---- | ---- | ---- | ---- |
| 516  | 510  | 457  | 474  | 480  | 480  | 437  | 426  | 407  |

| 1901 | 1906 | 1911 | 1921 | 1926 | 1931 | 1936 | 1946 | 1954 |
| ---- | ---- | ---- | ---- | ---- | ---- | ---- | ---- | ---- |
| 392  | 370  | 377  | 287  | 312  | 304  | 302  | 262  | 256  |

| 1962 | 1968 | 1975 | 1982 | 1990 | 1999 | 2006 | 2011 | 2016 |
| ---- | ---- | ---- | ---- | ---- | ---- | ---- | ---- | ---- |
| 266  | 254  | 238  | 234  | 200  | 205  | 225  | 211  | 219  |

### Manifestations et festivités

#### Fête votive
Chaque année, la fête annuelle se déroule la seconde fin de semaine d'août. Elle se déroulait autrefois le jour de la Saint-Denis, le 9 octobre.

#### Marché gourmand Lot'ochtone
Organisé une fois par an à partir de 2017 par le Comité des Fêtes de St-Daunès, le marché gourmand connaît un arrêt en 2020 à cause de la crise sanitaire. Il est de nouveau organisé en 2021, un jeudi sur deux,.
A la faveur d'un changement à la tête du Comité des Fêtes de St-Daunès désormais présidé par Hervé Calmettes, un rapprochement s'opère avec une autre association, A Bistrot De Nas, présidé par Maxime Gazaud depuis 2019, pour proposer tous les jeudi du mois de juillet et d'août 2022 un marché gourmand et de producteurs baptisé "Lot'ochtone" qui rencontre un fort succès.
L'année suivante, en 2023, l'évènement est reconnu comme l’un des deux premiers « marché éco-responsable » du Lot par le SYDED 46,.

En 2024, pour la troisième édition, les organisateurs franchissent un nouveau pas dans leur démarche en bannissant les contenants et couverts jetables pour adopter le tout réutilisable.  Dans un entretien accordé à Médialot, Maxime Gazaud revient sur la génèse de la création de l'évènement sous sa forme actuelle : 
À l’origine, nous voulions avant tout faire vivre notre village en créant un moment de partage et de rencontre qui ait sa propre identité. C’est comme ça que nous imaginions Lot’ochtone : un rendez-vous hebdomadaire mettant la gastronomie locale à l’honneur avec une ambiance rétro rappelant la douceur de vivre du Quercy des années 1950. Et puis, rapidement, on s’est rendu compte que cela plaisait à beaucoup de monde...

## Économie
- Viticulture : Coteaux-du-quercy (AOVDQS)
- Agroalimentaire : Biscuiterie du Quercy

## Culture locale et patrimoine

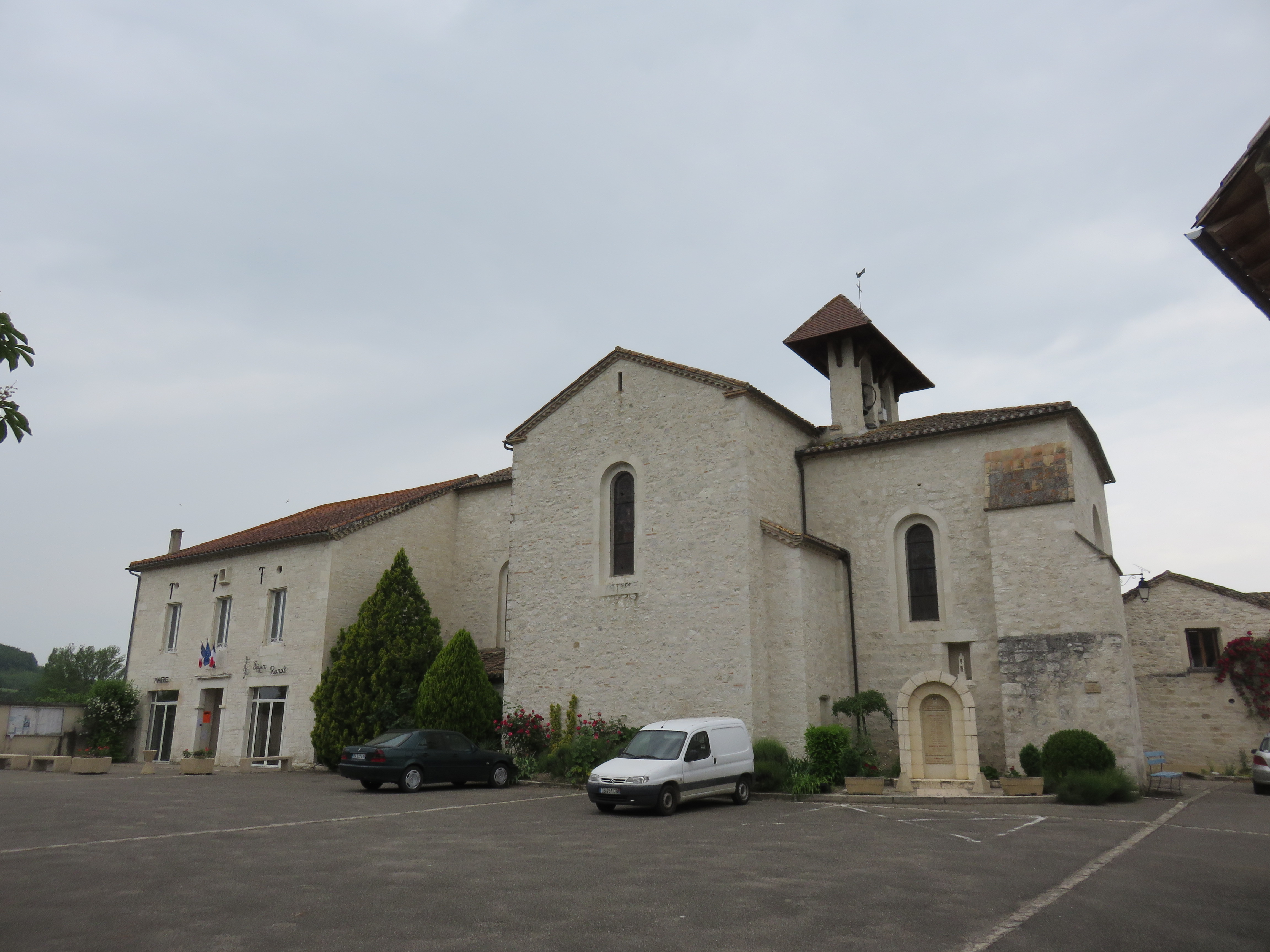
Église Saint-Denis en 2018.

### Lieux et monuments
- Église Saint-Denis et sa peinture de Marguerite-Zéolide Lecran

### Personnalités liées à la commune
- Justin Lalabarde (1893 - 1973), ancien combattant de 1914 - 1918, boulanger qui approvisionnait en pains et en nourriture les maquis de la région.

- Charles Cournou (1913 - 2000), ancien résistant et commandant du secteur A.

### Héraldique
Le blason est somme tout récent, il a été réalisé sur l'initiative de Jean-Claude Meunier lorsqu'il était maire de la commune, entre 2008 et 2014.
| Blason | Blasonnement : De sinople à l'écusson d'azur au 1er quartier, chargé de l'église du lieu mouvant des flans et de la pointe d'argent, accompagné d'une crosse épiscopale d'or posée en barre, celle-ci adextrée d'une croix cléchée, vidée et pommetée de douze pièces d'or (croix occitane) et senestrée d'une croix huguenote d'argent. |